# Asienmeisterschaften im Boxen 1963
Die 1. Asienmeisterschaften im Boxen 1963 fanden in der thailändischen Hauptstadt Bangkok statt. Dabei wurden Titel in elf Gewichtsklassen vergeben, den Finalkämpfen am 12. Dezember 1963 wohnte der thailändische König Bhumibol Adulyadej bei.

## Ergebnisse
| Gewichtsklasse                 | Gold                | Silber                 |
| ------------------------------ | ------------------- | ---------------------- |
| Leichtfliegengewicht (– 48 kg) | Cho Tong-kee        | Winston Van Cuylenburg |
| Fliegengewicht (– 51 kg)       | Nasser Aghaie       | Masao Karasawa         |
| Bantamgewicht (– 54 kg)        | Arnulfo Torrevillas | Lee Wan-suk            |
| Federgewicht (– 57 kg)         | Tun Tin             | Suk Chon-koo           |
| Leichtgewicht (– 60 kg)        | Kanemaru Shiratori  | Rodolfo Arpon          |
| Superleichtgewicht (– 63,5 kg) | Niyom Prasertsom    | Takatsugu Yonekura     |
| Weltergewicht (– 67 kg)        | Kichijiro Hamada    | Kim In-han             |
| Superweltergewicht (– 71 kg)   | Koji Masuda         | Salamix Khoman         |
| Mittelgewicht (– 75 kg)        | Sultan Mahmoud      | Ahmad Tariverdi        |
| Halbschwergewicht (– 81 kg)    | Barkat Ali          | Akbar Khojini          |
| Schwergewicht (über 81 kg)     | Abdul Rehman        | Chalie Wijantamani     |